# Kasamatsu Shirō

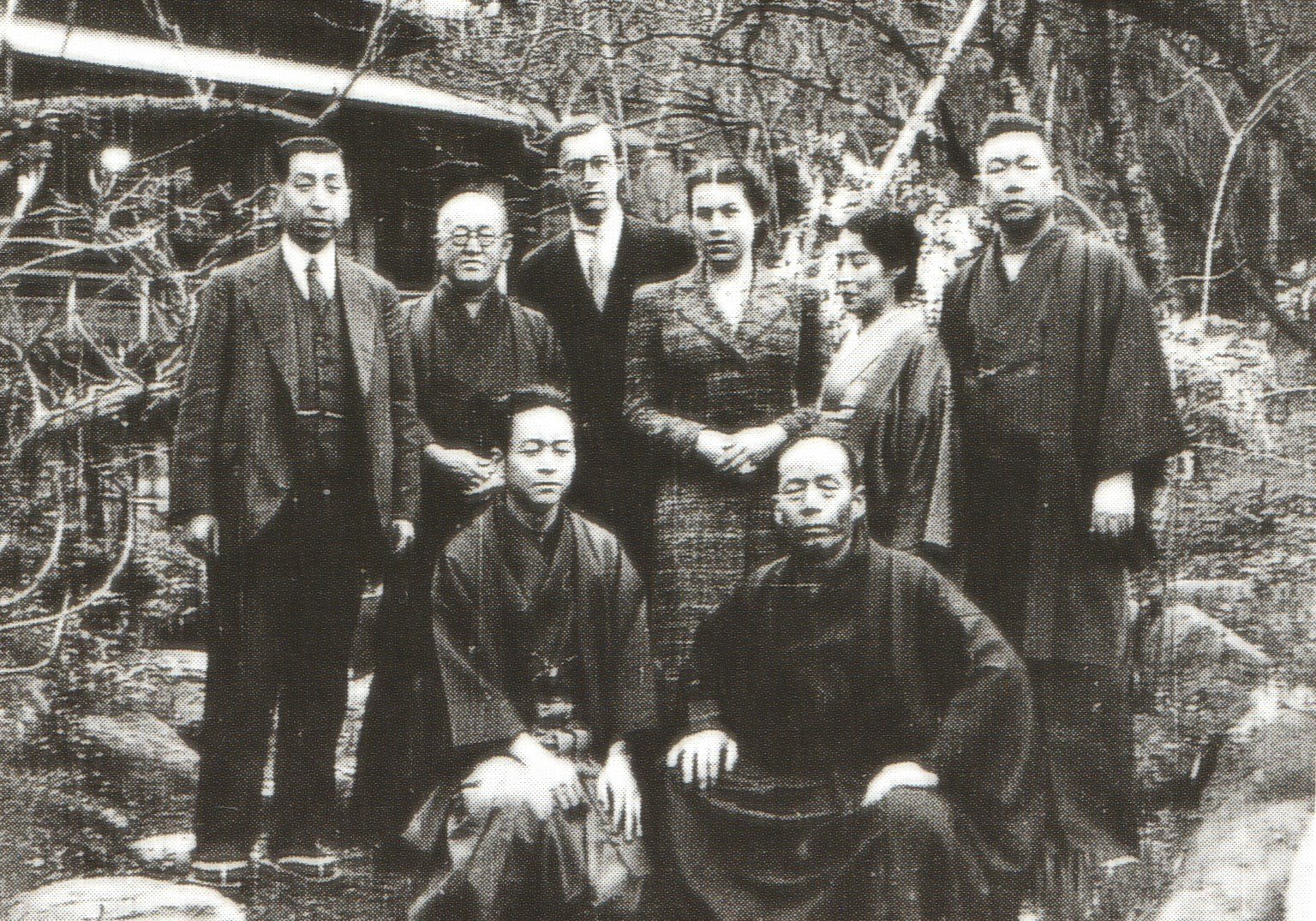
Im Garten von Itō Shinsui in Tōkyō. Links nach rechts, hintere Reihe: Moriyama Tesutaro (Assistent des Verlegers Watanabe); Kawase Hasui, Sammler Robert O. Muller, Inge Muller, Itō Shinsui und Itō Yoshiko. Links nach rechts, vordere Reihe: Kasamatsu Shirō und Verleger Watanabe Shōzaburō, April 1940

Kasamatsu Shirō (japanisch 笠松 紫浪; geb. 11. Januar 1898 in Tokio; gest. 14. Juni 1991) war ein japanischer Maler der Nihonga-Richtung während der Shōwa-Zeit.

## Leben und Werk
Kasamatsu Shirō wurde im Stadtteil Akasaka von Tokio geboren und wurde 1911 Schüler von Kaburagi Kiyokata, und zwar in einem noch früheren Alter als zwei andere Künstler aus Tokio, nämlich Kawase Hasui und Itō Shinsui. Kasamatsu studierte Malerei im Nihonga-Stil und beschäftigte sich mit Landschaften. Es war diese Seite seiner Arbeiten, die Watanabe Shōzaburō anzog, der ihn 1919 mit der Gestaltung eines Druckes beauftragte. Ab da arbeitete Kasamatsu regelmäßig für Watanabe bis weit nach Ende des Pazifikkriegs.
Besonders Kasamatsus typische Stadtlandschaften übten große Anziehungskraft auf Ausländer aus. Sein Druck mit dem Titel „Kazumi yube – Shinobazu chihan“  (霞む夕べ−不忍池畔) aus dem Jahr 1932 war so beliebt, dass er von Watanabe vielfach nachgedruckt werden musste.

In den 1950er Jahren begann Kasamatsu, sich auch mit dem konkurrierenden Holzschnitt-Stil Sōsaku hanga zu beschäftigen und fing an, Drucke selbst herzustellen, gewöhnlich in höherer Auflage und mit geringerer Durchgestaltung, als das bei den Watanabe-Drucken der Fall war. Es gibt nur wenige verschiedene Drucke dieser Art, darunter die Serie „Tōkyō kinkō Hakkei“ (東京近郊八景) – „Acht Ansichten von Tokio und Umgebung“ aus dem Jahr 1939. In den 1950er Jahren arbeitete er auch für den Verlag Unsōdō (芸艸堂) in Kioto.

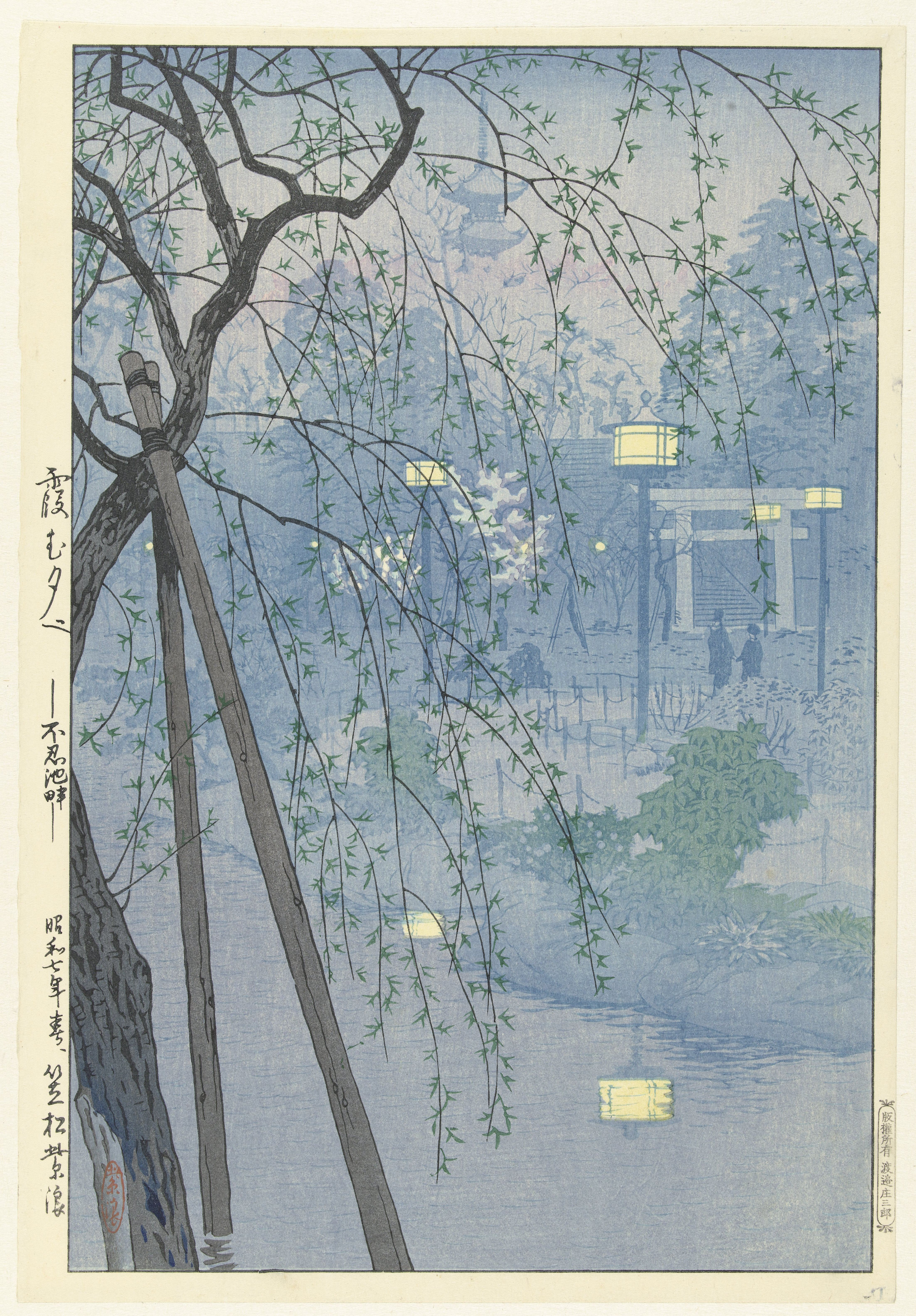
Shinobazu Teich, am Rande, an einem nebligen Abend, 1932
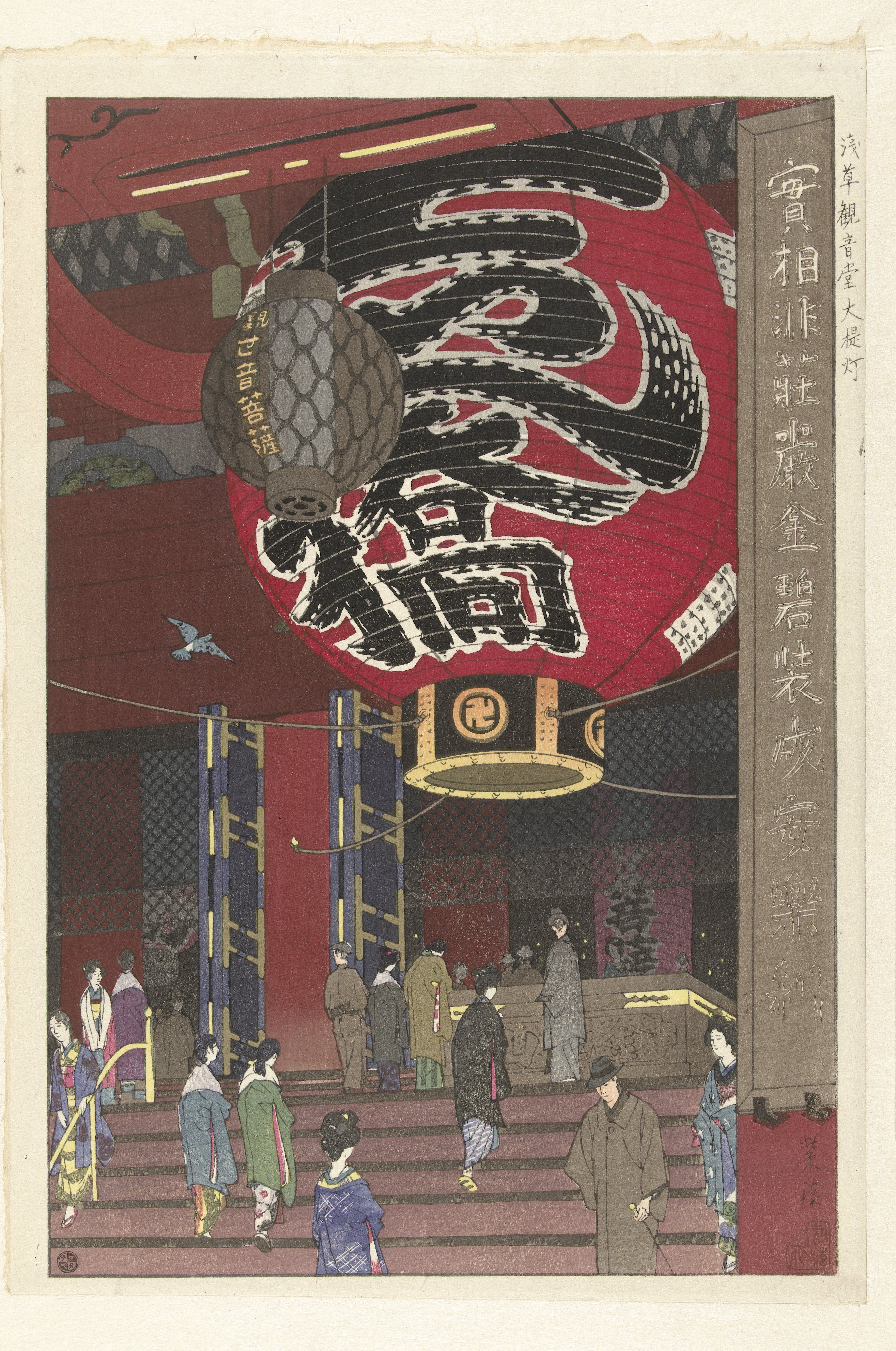
Die Große Laterne im Kannon-Tempel in Asakusa, Holzschnitt, 1934.
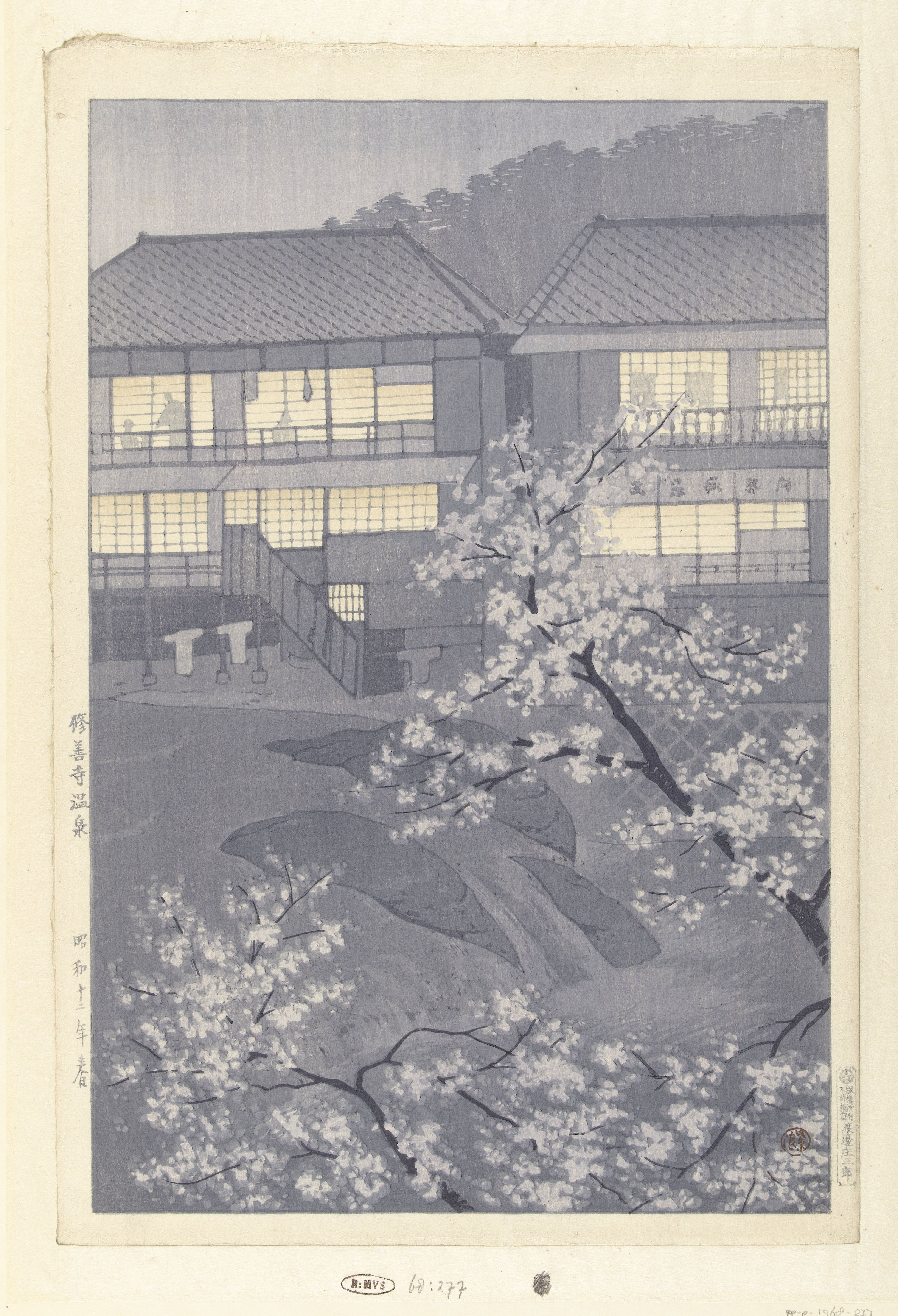
Die heißen Quellen von Shuzenji. Shuzenji Onsen, 1937